# 泰普拉河畔貝喬夫

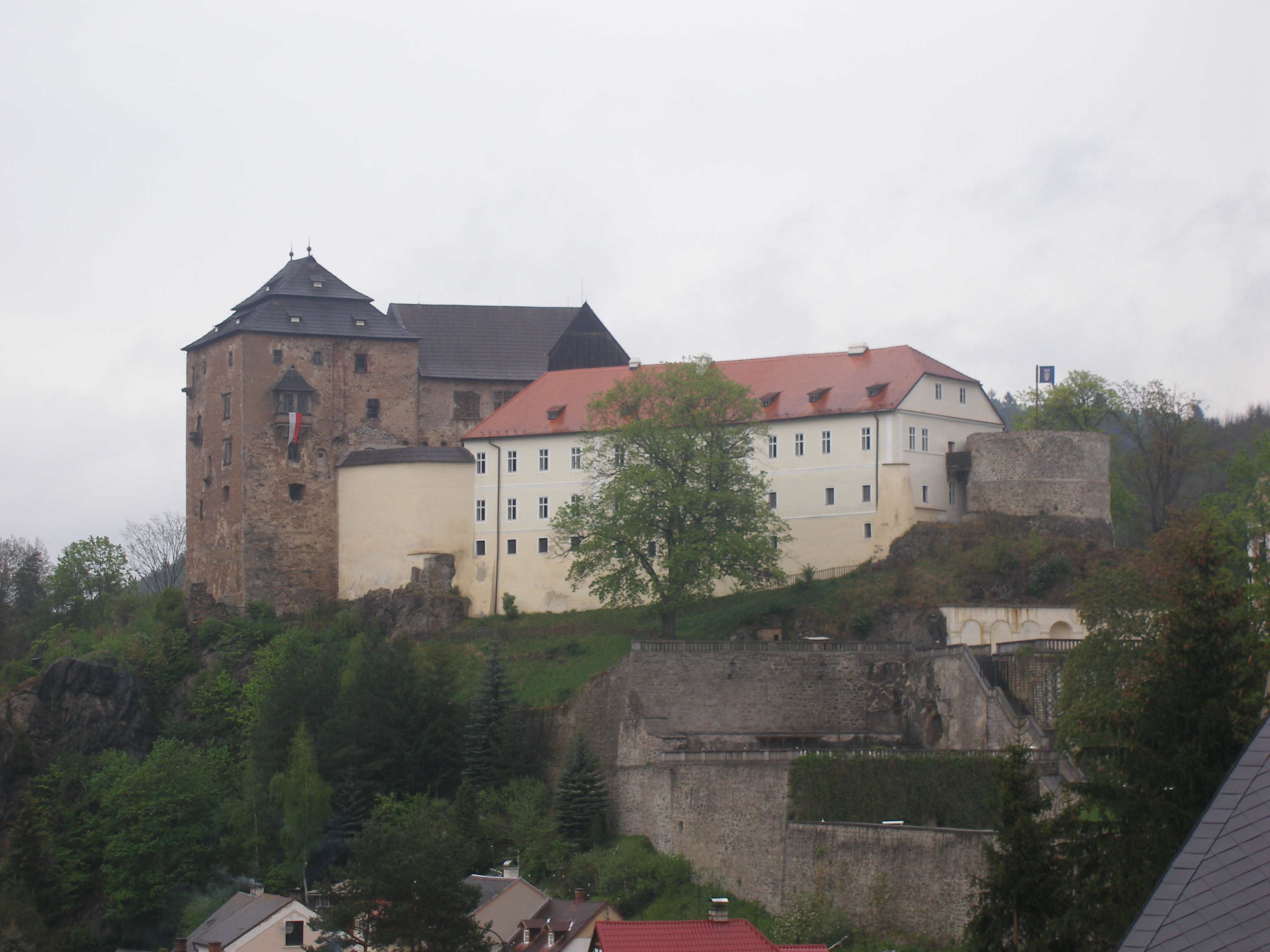

泰普拉河畔貝喬夫是捷克的城鎮，位於該國西部，由卡羅維發利州負責管轄，面積19.81平方公里，海拔高度532米，該鎮在1621和1632年分別發生大火和疫情，2005年人口973。

## 外部連結
- Municipal website （页面存档备份，存于）